# 巴特基辛根
巴特基辛根（德語：Bad Kissingen，發音：[baːt ˈkɪsɪŋən] ⓘ）是德国巴伐利亚州下弗兰肯行政区巴特基辛根县的城市，也是巴特基辛根县的县治，面积69.92平方千米，2023年12月31日人口为23,245人。